# Marie-France Courtois
Pour les articles homonymes, voir Courtois.
Marie-France Courtois, née le 18 mars 1954 à Blanzy-la-Salonnaise, est une footballeuse française évoluant au poste de défenseur.

## Carrière

### Carrière en club
Étant jeune, elle commencera en mixte dans l'équipe d'Asfeld (08).
Marie-France Courtois évolue de 1969 à 1977 au Stade de Reims ; elle y remporte le Championnat de France à trois reprises (1975 et 1976).

### Carrière en sélection
Marie-France Courtois compte une seule sélection en équipe de France, le 24 septembre 1972, en amical contre la Suisse (défaite 5-2).

## Palmarès
- Championne de France en 1975 et 1976 avec le Stade de Reims